# Saraya Bevis
Saraya-Jade Bevis (Norwich, 17 de agosto 1992) é uma lutadora profissional inglesa. Ela é conhecida por seu tempo na All Elite Wrestling (AEW), onde se apresentou mononimamente como Saraya, e na WWE, onde lutou sob o nome de ringue Paige. Ela foi a campeã feminina mais jovem na história da WWE, duas vezes campeã do Campeonato das Divas da WWE e a primeira campeã do Campeonato Feminino do NXT. Também é a primeira mulher a deter simultaneamente um campeonato feminino da WWE e do NXT.
Com 13 anos, Bevis fez sua estreia em 2005 na the World Association of Wrestling, uma empresa de luta-livre de sua família sob o nome de ringue Britani Knight. Ela então venceu vários campeonatos no circuito independente da Europa. Bevis foi contratada pela WWE em 2011 e foi enviada para a Florida Championship Wrestling, território de desenvolvimento da empresa, na qual foi renomeado em 2012 para NXT, onde Paige se tornou a campeã inaugural do Campeonato das Mulheres do NXT e detêm o recorde de reinado mais longo, com 308 dias.
Em 2014, Paige venceu o Campeonato das Divas da WWE duas vezes, onde na primeira ocasião ainda detinha o Campeonato Feminino do NXT, fazendo dela a primeira mulher na história a possuir os dois títulos ao mesmo tempo e a segunda na história a vencer um título em seu combate de estréia na WWE. Em 2018, a mesma teve que se retirar dos ringues, por conta de uma lesão na espinha, em um golpe aplicado por Sasha Banks.

## Começo de vida
Bevis nasceu e crescem em Norwich, Norfolk. Ela é filha dos lutadores de luta profissional Ian Bevis e Julia Hamer-Bevis, qual lutou durante os sete primeiros meses de gravidez sem saber que estava grávida. Enquanto criança, Bevis tinha medo de luta-livre devido as lesões de seus familiares e pretendia se tornar zoóloga. Em torno dos 10-11 anos de idade, seu pai começou a levá-la a uma escola de treinamento de luta-livre uma vez por mês para que ela visse como funcionava. A família de Bevi produzia um show de luta livre e faltou uma garota uma noite. Seu pai pediu que ela cobrisse o buraco, embora não gostando da ideia ela concordou e acabou gostando. A partir dali não parou de praticar luta livre. Com 15 anos, Bevis começou a trabalhar como guarda de segurança e barmaid no bar de seus pais enquanto eles estavam fora. Ela frequentou a The Hewett Academy em Norwich, graduando-se em 2008.

## Carreira na luta livre profissional

### Circuito Independente (2010–2011)
Bevis fez sua estréia na luta livre profissional em 2005, aos 13 logo, quando seu pai a pediu para substituir um lutador que não estava presente. Seu primeiro combate aconteceu em abril de 2006, onde ela usou o nome de ringue Britani Knight ao aliar-se com sua mãe, Sweet Saraya, perdendo uma luta de três duplas de eliminação na World Association of Wrestling (WAW). Knight então se aliou com Melodi formando uma equipe chamada "The Norfolk Dolls" (baseada no filme The California Dolls), lutando em várias companhias da Inglaterra. The Norfolk Dolls venceram o Campeonato de Duplas da WAWW (World Association of Women's Wrestling) em junho de 2007 derrotando Legion of Womb, mas o título foi desativado devido a falta de defesas. Em dezembro de 2007, Knight participou de um torneio para determinar a campeã inaugural do Campeonato Britânico da WAWW, mas perdeu na final para Jetta.
Em 2008, Knight desafiou Sara e Jetta por seus respectivos títulos, mas falhou em ambas lutas.

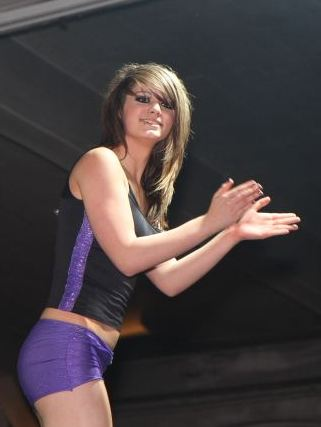
Knight no evento Swiss Championship Wrestling event em novembro de 2010.

Em agosto de 2009 na Herts and Essex, Knight derrotou sua própria mãe, Sweet Saway, em uma luta de duas quedas para vencer o vago Campeonato das Mulheres da HEW. Mais tarde naquele mês, Knight derrotou novamente sua mãe para vencer o Campeonato Britânico da WAWW. Em novembro de 2009, Knight venceu o Campeonato das Mulheres da RDW (Real Deal Wrestling) ao derrotar sua mãe em uma luta fatal 4-way de aliminação envolvendo Chelsey Love e Stacey Baybie. Em dezembro de 2009, na HEW, Knight venceu o Campeonato das Mulheres da RQW ao derrotar Jetta em uma luta Campeã vs Campeã com seu Campeonato das Mulheres da HEW também em jogo. Em maio de 2010, Knight e sua mãe derrotaram Amazon e Ananya pelo Campeonato de Dupas das Mulheres da PWF. Em 17 de julho, Knight perdeu o Campeonato das Mulheres da HEW para sua mãe.
Em 22 de janeiro de 2011, Knight capturou o Título German Stampede Wrestling Ladies de Blue Nikita. Ela também competiu no show de estreia da companhia Turkish Power Wrestling em Ankara naquele mesmo mês, perdendo para Shanna pelo TPW Ladies Crown. Em 11 de março, Knight recapturou o Campeonato das Mulheres da HEW ao derrotar sua mãe. Knight retornou ao Pro Wrestling: EVE em 8 de abril para participar de um torneio de duas noites pelo inaugural Pro-Wrestling: Campeonato EVE. Na primeira noite, Knight perdeu uma combate fatal-4-Way para Jenny Sjödin, venceu uma battle royal e derrotou Sjödin as quartas de finais. No dia seguinte ela derrotou Jetta e Nikki Storm na semifinal e na final, respectivamente, vencendo o Pro Wrestling: Campeonato EVE. Em 30 de abril, Knight venceu o Título SCW Ladies ao derrotar a até-então campeã Amy Cooper. Ainda em 2011, Knights e tornou a Campeã Hardcore da WAWW.
Em junho, Knight perdeu o Pro-Wrestling: Campeonato EVE para Jenny Sjödin e o Título SCW Ladies para sua mãe em uma luta fatal-4-Way envolvendo Amy Cooper e Laura Wellings. Em 2 de agosto, Knight e sua mãe perderam o Campeonato de Duplas da PWF para Amazon e Destiny em uma luta de duas quedas. Em novembro, Knight deixou o Campeonato das Mulheres da HEW e o Campeonato das Mulheres da RQW vago, enquanto que perdendo o Campeonato Britânico da WAWW para Liberty.

### Shimmer Women Athletes (2011)
Em março de 2011, Bevis fez sua estreia na companhia feminina de luta-livre Shimmer Women Athletes, nas gravações do Volume 37 em Berwyn, Illinois ao aliar-se com sua mãe, Saraya Knight, sob o nome de Knight Dynasty, acompanhadas por Rebecca Knox derrotando Nikki Roxx e Ariel por desqualificação. Isso levou a Knight Dynasty receber um combate pelo Campeonato de Duplas da Shimmer contra Seven Star Sisters (Hiroyo Matsumoto e Misaki Ohata) no Volume 38, onde perderam.
Em outubro, no Volume 42, Knight Dynasty perderam outra luta pelo título contra Ayako Hamada e Ayumi Kurihara após sua mãe lhe recusar ajuda e lhe repreender após a luta. No Volume 43, Britani perdeu para Jessie McKay, marcando sua terceira derrota consecutiva. Após a luta, Saraya estapeou Britani e a renegou como sua filha, levando-as a iniciarem uma briga antes de serem separadas. Britani então desafiou Saraya para um combate no Volume 44, onde a derrotou por desqualificação. Após a luta, Britani anunciou que estava deixando a companhia.

### World Wrestling Entertainment / WWE (2011–presente)

#### Florida Championship Wrestling (2011–2012)
Após um caçador de talentos da WWE anunciar que a empresa estaria fazendo abrindo audições na Inglaterra, Paige se apresentou em novembro de 2010, mas foi rejeitada. Entretanto, ela obteve sucesso quando tentou novamente em abril de 2011. Em setembro, Bevis assinou contrato com a companhia e foi enviada ao território de desenvolvimento Florida Championship Wrestling (FCW). Ela estreou em um show ao vivo em 5 de janeiro de 2012 sob o nome de ringue Saraya. Em 26 de fevereiro, Saraya fez sua estreia televisionada sob o nome de ringue Paige. A partir de março, Paige formou uma aliança com Sofia Cortez, clamando-as si mesmos de "Anti-Diva Army". Paige então fez sua estréia no ringue em um combate de equipe com Cortez em 19 de março, onde perdeu para Audrey Marie e Kaitlyn. Paige e Cortez então se associaram com Rick Victor, vencendo uma luta de duplas mistas contra Audrey Marie e Aiden English. Em 6 de maio, Paige pinou a Campeã das Divas da FCW, Raquel Diaz em um luta de ameaça tripla não-título que envolvia Audrey Marie. Isso permitiu Paige um combate pelo título de Diaz em 27 de maio, onde Paige foi desqualificada devido uma trapaça de Diaz. Paige e Cortez então começaram a se desentender, e em 11 de maio Cortez ajudou Audrey Maria a derrotar Paige, oficialmente terminando a aliança entre elas. No último episódio da FCW em 15 de julho, Paige e Cortez encerraram a rivalidade em uma luta sem desqualificação, onde Paige perdeu.

#### NXT (2012–2014)
Em 2012, Paige fez sua estréia no território de desenvolvimento NXT (antigo FCW) no terceiro episódio ao perder uma luta para Sofia Cortez. Em setembro, Paige iniciou uma sequência de vitórias sob outras lutadoras.
Em 30 de janeiro de 2013, Paige foi atacada pela anunciadora de ringue Summer Rae devido inveja de Rae pelo sucesso de Paige. Em 13 de fevereiro, Paige sofreu uma lesão no ombro após uma brawl com Rae, onde mais tarde no mesmo episódio Paige perdeu um combate para Rae, encerrando sua sequência de vitórias. Após Paige continuar confrontando Rae por semanas, Paige derrotou Rae em 1 de maio após ser atacada por Rae. Em junho, Paige participou de um torneio para determinar a primeira Campeã das Mulheres do NXT, derrotando Tamina Snuka e Alicia Fox nas duas primeiras rodadas, e em seguida Emma na final, tornando-se a campeã inaugural. Em 14 de agosto, Paige fez sua primeira defesa ao título derrotando Summer Rae. Nos meses seguintes, Paige aliou-se com Emma em uma rivalidade contra Summer Rae e Sasha Banks. Em 4 de dezembro e em 7 de fevereiro de 2014, Paige defendeu com sucesso seu título contra Natalya no NXT e contra Emma no pay-per-view NXT Arrival, respectivamente. Em 24 de abril, Paige foi forçada por William Regal a abandonar o Campeonato das Mulheres do NXT após 308 dias de reinado devido ter sido promovida ao roster principal.

#### Campeã das Divas (2014–2015)

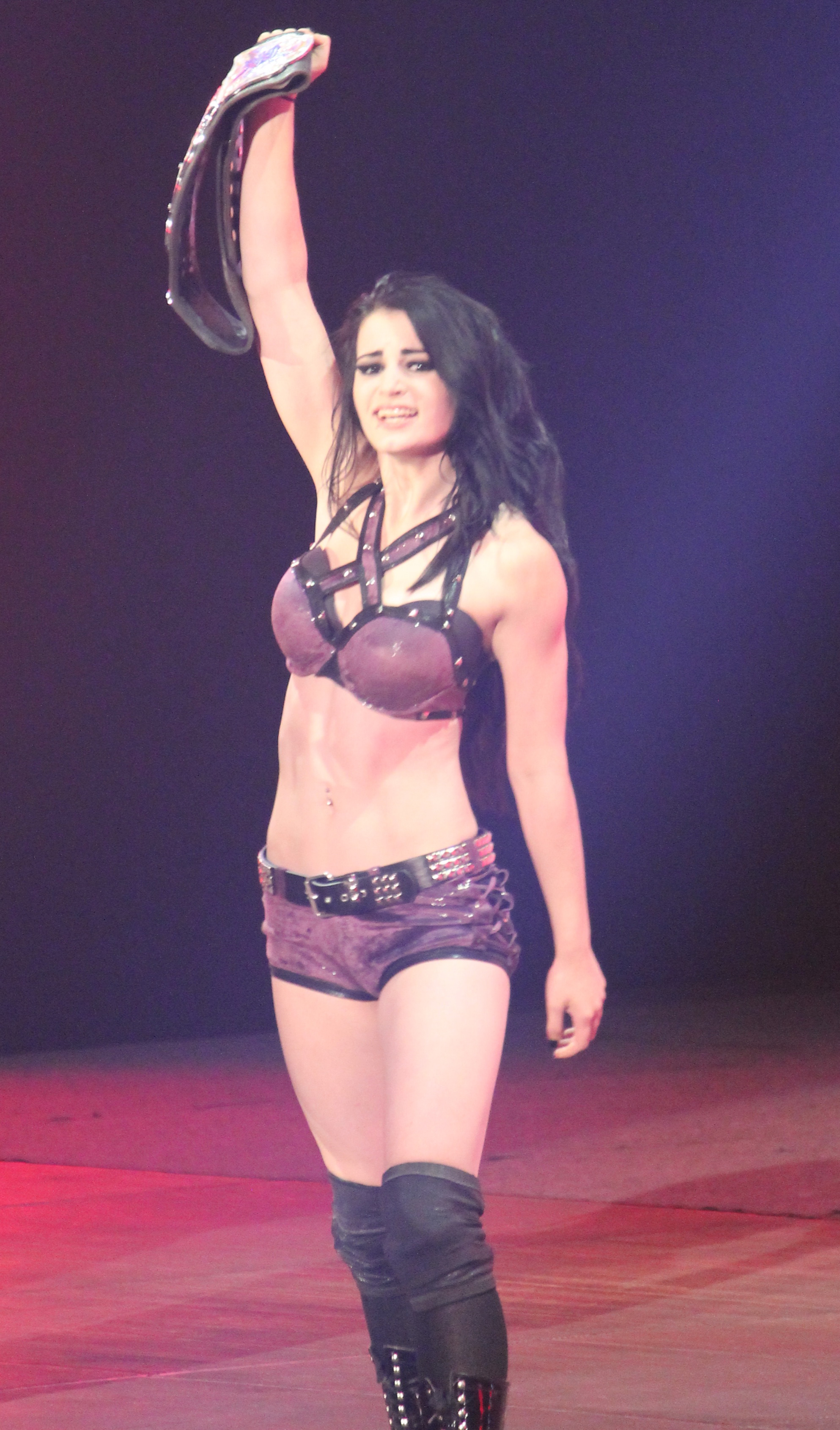
Paige após vencer o Campeonato das Divas da WWE em sua estréia no roster principal em abril de 2014.

Em 7 de abril, no Raw pós WrestleMania XXX, Paige fez sua estréia no roster principal parabenizando a Campeã das Divas da WWE AJ Lee por sua defesa bem sucedida ao título na noite anterior e então Paige a desafiou para um combate pelo título naquele momento, onde Paige venceu, tornando-se a campeã mais jovem da história do título com apenas 21 anos e a única mulher a ser campeã tanto do Campeonato das Divas quanto do Campeonato das Mulheres do NXT ao mesmo tempo. Paige fez sua primeira defesa ao título em 28 de abril, no Raw, contra Brie Bella, onde o combate acabou em no contest devido a uma interferência de Kane. Em 4 de maio, no Extreme Rules, Paige defendeu o título com sucesso contra Tamina Snuka.
Em 19 de maio, no Raw, Paige sofreu sua primeira derrota no roster principal quando foi derrotada por Alicia Fox em um combate não-título, no qual levou Paige a defender o título contra Fox no Payback, onde Paige venceu. Em junho, Paige iniciou uma rivalidade com Cameron, derrotando-a em dois combates não-título. Entretanto, a parceira de equipe de Cameron, Naomi, derrotou Paige em um combate não título, levando Paige a defender o título contra ela no Money in the Bank, onde Paige venceu.
Em 30 de Junho, no Raw após o pay-per-view, AJ Lee retornou desafiando Paige pelo título e derrotando-a logo após Paige apenas concender o combate devido vontade dos espectadores. Depois de perder o título, Paige começou a agir como se fosse melhor amiga de AJ, unindo-se em combates em equipe. No Battleground, Paige perdeu seu combate revanche pelo título, onde na noite seguinte, no Raw, Paige aliou-se com AJ em um combate de equipes derrotando Natalya e Emma, Paige tornou-se uma vilã após atacar AJ. Isso levou a outro combate pelo título em 17 de agosto, no SummerSlam, onde Paige derrotou AJ para se tornar Campeã das Divas pela segunda vez, onde no mesmo dia era seu aniversário. Um mês depois, no Night of Champions, Paige perdeu o título novamente para AJ em uma combate de ameaça tripla envolvendo Nikki Bella. Em 20 de outubro, no SmackDown, Paige formou uma aliança com Alicia Fox enquanto ainda rivalizava com AJ, mas após Fox falhar em ajudar Paige a derrotar AJ no Hell in a Cell, Paige acabou a aliança atacando Fox na noite seguinte, no Raw. Isso levou a um combate de eliminação em equipe no Survivor Series, onde a equipe de Fox derrotou a equipe de Paige com Paige sendo a última eliminada de sua equipe por cortesia de Naomi.
Em 5 de Janeiro, no Raw, Paige tornou-se uma favorita dos fãs após salvar Natalya de um ataque da Campeã das Divas Nikki Bella, levando a um combate não-título na noite seguinte, no Main Event, onde Paige venceu. No Royal Rumble, Paige e Natalya aliaram-se em um combate de equipes contra The Bella Twins, mas perdeu. No mês seguinte, Paige lutou pelo título de Nikki no Fastlane e em 2 de maço, no Raw, onde perdeu em ambas ocasiões. Entretanto, após o combate no Raw, AJ Lee retornou para salvar Paige de um ataque de The Bella Twins, levando a um combate de equipes entre ela e AJ contra The Bella Twins na Wrestlemania 31, onde venceram. Em 13 de abril, no Raw, Paige venceu uma batalha real para se tornar desafiante ao título de Nikki, onde após o combate foi atacada por Naomi, lesionando-se no enredo e ficando impossibilitada de lutar, retornando em 18 de maio, no Raw, salvando Nikki de um ataque de Naomi e Tamina Snuka, atacando Nikki em seguida. Isso levou a uma triple–threat pelo título no Elimination Chamber, onde Nikki reteve. No Money in the Bank, Paige falhou ao derrotar Nikki pelo título após Nikki e Brie trocarem de lugar durante enquanto Paige e o árbitro estarem distraídos. No The Beast in the East, Paige recebeu outro combate pelo título em uma triple threat match envolvendo Tamina, mas perdeu.

#### Divas Revolution (2015–2016)

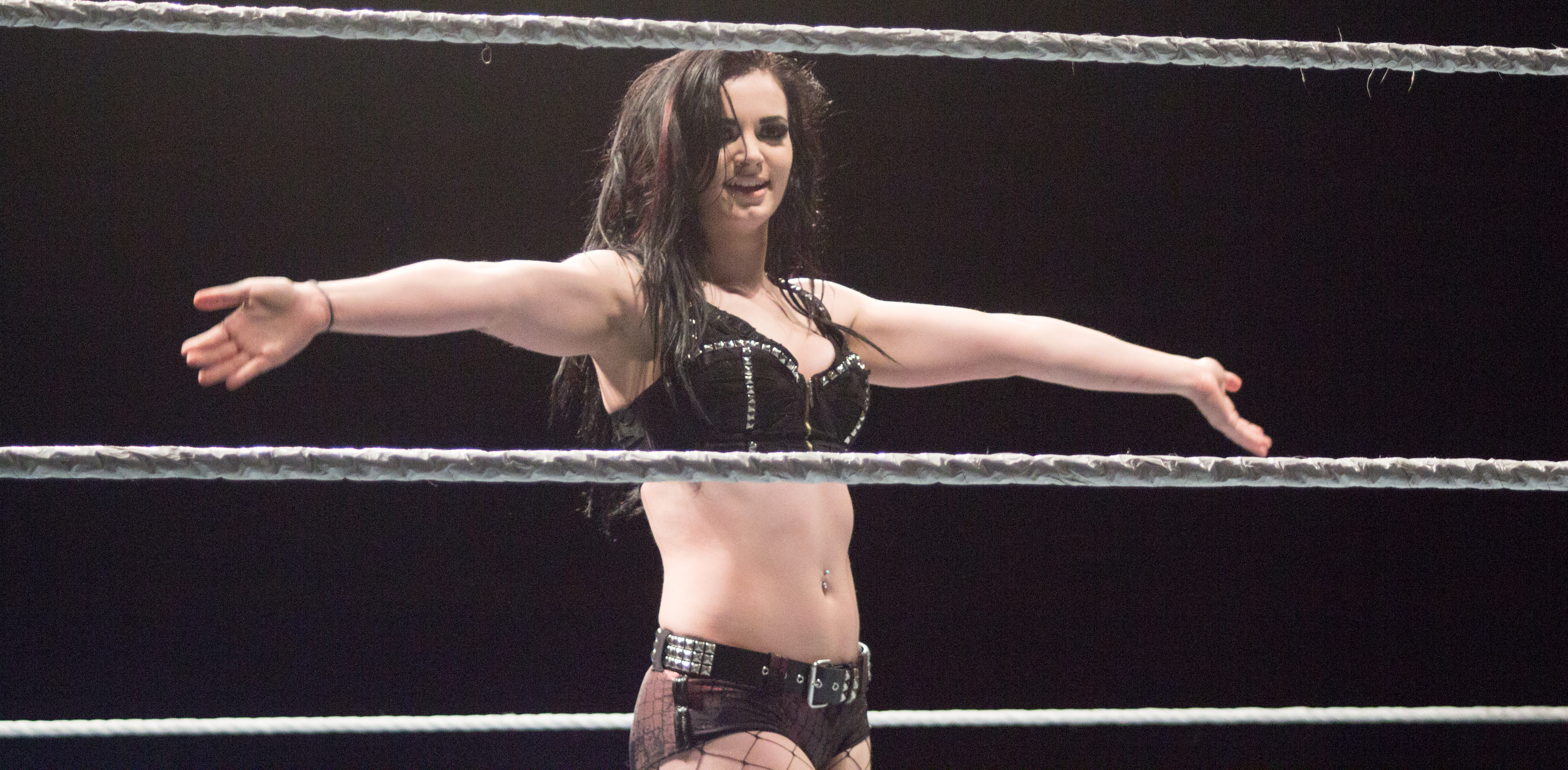
Paige um um show ao vivo em 2015.

Em 13 de julho, no Raw, após semanas em menor número contra The Bella Twins e Alicia Fox, Stephanie McMahon anunciou uma "Revolução da divisão das Divas", promovendo Charlotte e Becky Lynch do NXT para se aliar com Paige, enquanto que Sasha Banks para se aliar com Naomi e Tamina Snuka, levando as equipes a uma rivalidade. A equipe de Paige inicialmente foi nomeada "Submission Soronity", mas em seguida foi renomeada para "Team PCB" devido a um site pornográfico que possuía o mesmo nome. As equipes então se enfrentaram no SummerSlam em um combate de tripla ameaça de eliminação, onde a equipe de Paige venceu após Lynch pinar Brie Bella. Em 31 de agosto, no Raw, todas as integrantes da equipe PCB se enfrentaram em um combate "Beat the Clock", onde Charlotte venceu. Paige lutou com Sasha Banks, mas a luta acabou em uma draw. Isso levou a dois combates entre elas em 7 e 14 de setembro no Raw, onde Banks venceu em ambas ocasiões, entretanto, em um combate durante esse tempo, elas se enfrentaram em 10 de setembro no SmackDown, resultando em um no–contest.
Em 20 de setembro, Charlotte venceu o título das Divas no Night of Champions, e na noite seguinte, no Raw, Paige cortou uma worked shoot promo sob as outras lutadoras da divisão, incluindo Charlotte e Lynch enquanto Charlotte comemorava sua vitória; na qual clamou que Charlotte apenas estava na WWE devido seu pai, Ric Flair, e que Lynch era a mais irrelevante da divisão, tornando-se uma vilã no processo. Isso levou Paige a vários confrontos com Natalya que descordava de sua atitude. Durante outubro, Paige atuou como uma tweener, agindo como se quisesse se reconciliar com Charlotte e Lynch, levando-as a um combate de equipes em 26 de outubro no Raw, onde Paige as atacou após o combate. Em novembro, Paige se tornou desafiante ao Campeonato das Divas de Charlotte, enfrentando-a sem sucesso no Survivor Series, na noite seguinte no Raw e em dezembro no TLC. Devido a uma concussão, Paige foi afastada dos shows após sua rivalidade com Charlotte.

#### Várias rivalidades e aposentadoria dos ringues (2016–2018)
Em 18 de janeiro de 2016, no Raw, Paige retornou como favorita dos fans acompanhando sua ex-rival Natalya em um combate contra Brie Bella, e em 16 de março, no Main Event ela derrotou Summer Rae em um combate individual, sendo atacada por Lana após o combate. Isso levou Paige a se aliar com o elenco do Total Divas (Brie Bella, Natalya, Alicia Fox e Eva Marie) contra Lana, Naomi, Tamina, Summer Rae e Emma em um combate de equipes no pré-show da WrestleMania 32, onde sua equipe venceu. No Raw de 20 de junho, ela disputou o novo WWE Women's Championship de Charlotte, mas foi derrotada após a distração de Dana Brooke. Em 2018, Paige foi obrigada a se aposentar do wrestling devido a uma lesão grave na espinha dorsal, devido a um golpe da também lutadora Sasha Banks.

#### Gerente Geral do SmackDown (2018-2022)
No dia 10 de abril de 2018, foi convidada por Shane McMahon para se tornar Gerente Geral do SmackDown Live, aceitando o convite.
Em 2022 Paige revelou que seu contrato com a WWE havia chegado ao fim.

## Outras mídias
Em julho de 2012, o Channel 4 produziu um documentário sobre Bevis e sua família intitulado "The Wrestlers: Fighting with My Family". A história também foi transformada em um longa-metragem, Fighting with my Family, lançado em 2019 e com Bevis sendo interpretada por Florence Pugh.
Em outubro de 2014, Paige se juntou ao elenco do reality de televisão Total Divas, produzido pela WWE e E! durante a segunda parte da terceira temporada que iniciou em janeiro de 2015. Paige foi estrela convidada da MTV para a serie Ridiculousness em 14 de janeiro de 2016. Junto com  Natalya, Brie Bella, e família Chrisley, Paige esteve no tapete vermelho do Oscar 2016 em 28 de fevereiro.
Em junho de 2015, Paige se tornou jurada da sexta temporada do Tough Enough. Em 3 de agosto, Paige foi entrevistada por Stone Cold Steve Austin em seu Stone Cold Podcast, no qual foi exibido pelo WWE Network. Em outubro, Paige foi convidada para o talk-show Conan.
Paige fez sua estréia como atriz no filme Santa's Little Helper da WWE, junto com The Miz, AnnaLynne McCord, a ex-WWE Diva Maryse que foi lançado em novembro de 2015. Ela também fez a voz do filme Surf's Up 2: WaveMania, lançado em 2017.
Paige também está presente nos video games WWE 2K15 (como DLC) e WWE 2K16.

## Filmografia

### Filmes
| Ano  | Título                 | Papel   | Notas                |
| ---- | ---------------------- | ------- | -------------------- |
| 2015 | Santa's Little Helper  | Eleanor | Diretamente em vídeo |
| 2017 | Surf's Up 2: WaveMania | TBA     | Voz Straight-to-DVD  |

### Televisão
| Ano           | Título                                 | Papel              | Notas                             |
| ------------- | -------------------------------------- | ------------------ | --------------------------------- |
| 2012          | The Wrestlers: Fighting With My Family | Ela mesma          | Comentário                        |
| 2015          | WWE Tough Enough                       | Ela mesma / Jurada | 6ª temporada                      |
| 2015–presente | Total Divas                            | Ela mesma          | Main Cast (3ª temporada–presente) |
| 2016          | Ridiculousness                         | Ela mesma          | 7ª temporada, episódio 12         |

## Vida pessoal
Bevis faz parte de uma família de luta livre profissional, na qual seus pais (Julia Hamer-Bevis e Ian Bevis) e seus irmãos mais velhos (Roy Bevis and Zak Frary) são lutadores profissionais. A família é dona da companhia World Association of Wrestling (WAW) em Norwich. Sua mãe é dona da Bellatrix Female Warriors, uma companhia de luta-livre profissional feminina, também em Norwich. Durante certo tempo o Membro do Hall da Fama Jake "The Snake" Roberts viveu com sua família. Bevis cita Bull Nakano, Alundra Blayze, Lita, Rikishi e  Stone Cold Steve Austin como seus lutadores favoritos.
Bevis sofre de escoliose, mas não sabia até um treinador da WWE perceber algo de errado com suas costas.
Durante maio de 2015 até fevereiro de 2016, Bevis namorou o guitarrista Kevin Skaff da banda A Day to Remember. Em meados de 2016, Paige revelou estar namorando o também lutador José Alberto Rodríguez, mais conhecido por seu nome de ringue Alberto Del Rio.
Em setembro de 2015, Bevis co-lançou uma empresa de café chamada "The Dark Gypsy" com a companhia de roupas Blackcraft Cult de Bobby Schubenski e Jim Somers.

## Na luta livre profissional
- Movimentos de finalização
  - Black Widow (Octopus hold)[161] – 2014; parodiazado de AJ Lee
  - Paige-Turner[6] (swinging leg hook fireman's carry slam)[162] – 2012–2014, usado raramente e em seguida como movimento de assinatura
  - PTO (Paige Tapout)[6] (Sharpshooter invertido com double chickenwing)[163][164]  –  adotado de Bull Nakano
  - Ram-Paige (NXT)[65] (Cloverleaf enquanto ajoelhada na cabeça do oponente)[65][165] – 2012–2013
  - Ram-Paige (WWE)[6](WWE)[166] / Knight Light (Circuito independente)[167] (Cradle DDT)[168]
- Movimentos secundários
  - Fallaway slam[169][170][171]
  - Fisherman suplex[76][172][173][174]
  - Hair-pull toss[172][173][174]
  - High knee, ao oponente no turnbuckle ou ajoelhado[115][175]
  - Knight Rider (leg trap sunset flip powerbomb) (Circuito independente)[4][15] (independent circuit)
  - STF modificado[176][177]
  - Múltiplos back elbows ao oponente no turnbuckle[178][179][180]
  - Múltiplos headbutts[181][182]
  - Múltiplos knee lifts, ao oponente curvado entre as cordas, com teatralidade[76][183][184]
  - Múltiplos short-arm clotheslines[185][186]
  - Múltiplos stomps, no peitoral do oponente sentado encostado no turnbuckle[172][173][174]
  - Rope hung Boston crab[4][15] (Circuito independente)
  - Single leg dropkick correndo[175][187][188]
  - Samoan drop[189]
  - Somersault senton, da apron[190][191]
  - Stan Lane[15] (Circuito independente) / Side kick (WWE)[15][63][67][74]
- Managers
  - Rebecca Knox[45]
- Lutadores de quem foi manager
  - Rick Victor[55]
- Alcunhas
  - "The Anti-Diva"[1][57]
  - "The Diva of Tomorrow"[9][192]
- Temas de entrada
  - "Faint" por Linkin Park (Shimmer)
  - "Smashed in the Face" por George Gabriel (FCW/NXT; 19 de março de 2012 – 26 de fevereiro de 2014)[193]
  - "Stars in the Night" por CFO$ (NXT/WWE; 27 de fevereiro de 2014 – presente)[194]

## Campeonatos e prêmios
- German Stampede Wrestling
  - Campeonato das Mulheres da GSW (uma vez)[35][195][196]
- Herts & Essex Wrestling
  - Campeonato das Mulheres da HEW (duas vezes)[197][198]
- Premier Wrestling Federation
  - Campeonato de Duplas das Mulheres da PWF (uma vez) – com Sweet Saraya[32][42]
- Pro-Wrestling: EVE
  - Pro-Wrestling: Campeonato EVE (uma vez)[15]
- Pro Wrestling Illustrated
  - O PWI classificou-a como a 1ª melhor lutadora na PWI Female 50 em 2014.[199]
- Real Deal Wrestling
  - Campeonato das Mulheres da RDW (uma vez)[28][200]
- Real Quality Wrestling
  - Campeonato das Mulheres da RQW (uma vez)[201][202]
- Rolling Stone
  - Diva do Ano (2014)[203]
- Swiss Championship Wrestling
  - SCW Ladies Championship (one time)[38]
- World Association of Women's Wrestling
  - WAWW British Ladies Championship (uma vez)[204][205]
  - Campeonato de Duplas Britânico da WAWW (uma vez) – com Melodi[19][21]
  - Campeonato Hardcore das Mulheres da WAWW (uma vez)[36][39]
- Wrestling Observer Newsletter
  - Pior Rivalidade do Ano (2015) Team PCB vs. Team B.A.D. vs. Team Bella[206]
- WWE NXT
  - Campeonato das Mulheres do NXT (uma vez)[207]
- WWE
  - Campeonato das Divas da WWE (duas vezes)[208]